# Maxime Roubinet
Pour les articles homonymes, voir Roubinet.
Maxime Roubinet (ayant aussi signé comme Max, Maxime et Max Roubinet) est un dessinateur français de bande dessinée né le 20 novembre 1926 à Paris et mort le 2 octobre 2020 au Mans.

## Biographie
Il intègre les Beaux-Arts de Paris puis le cours Julian. Sa carrière débute en 1946 avec la parution de sa première histoire La guerre de Mars n'aura pas lieu dans le magazine Coquelicot. Après avoir rempli ses obligations militaires, ce dessinateur réaliste très prolifique travaille principalement pour les journaux publiés par les maisons d'édition de Jean Chapelle, la SNPI puis la SFPI. Western et récits d'aventure (Zorro, Bill Thunder, Sam Boyd de la police montée), histoires maritimes (Chevalier Biscaye) ou de guerre (Trois des chindits), il aborde à peu près tous les genres, y compris l'érotique pour Bédé Adult' en 1985.

## Publications
- La guerre de Mars n'aura pas lieu
- L'énigmatique Monsieur X
- Le disparu de l'Amazonie
- Pistes malaises
- La ruée du Klondike
- Le disparu de l'Amazonie
- Altitude moins 3200
- L'Homme à l'oreille cassée
- Empoisonneuses célèbres
- La Vie de Bohême
- Prince Royal
- Bill Thunder
- Jean-le squale corsaire du Roi
- Trois des Chindits
- Chevalier Biscaye
- Capitaine Jones
- Sam Boyd de la police montée
- Loup-Blanc
- Jean-François le Québécois
- L'Auberge des 3 guépards
- Billy de West Hill
- Kado le petit prince de la jungle
- Gueule d'amour
- Tim et Gorg